# 椰野巌
椰野 巌（なぎの いつき、1891年〈明治24年〉1月1日 - 1982年〈昭和年57年〉）は、明治期から昭和期にかけての大日本帝国陸軍の軍医、医学博士。最終階級は陸軍軍医中将。

## 経歴
長岡藩医・椰野直（なぎの ただし）の長男として生まれる。旧制新潟県立長岡中学校（1908年（明治41年）卒業）、旧制第四高等学校を経て、1916年（大正5年）に東京帝国大学医学部を卒業する。1917年（大正6年）に陸軍二等軍医に任官した。
軍籍のまま大学院で学んだ後、外国駐在軍医官としてアメリカ合衆国とドイツに赴任する。海外赴任中にはスイスのチューリヒに留学し、悩解剖研究所モナコフ教授に師事した。1927年（昭和2年）10月13日、東京帝国大学から医学博士号を授与された。
1935年（昭和10年）8月、第7師団軍医部長に就任し、1936年（昭和11年）3月に陸軍一等軍医正に進級した。1939年（昭和14年）、陸軍軍医少将進級と同時に北京陸軍病院長に就任する。
1940年（昭和15年）8月に東部軍軍医部長、1941年（昭和16年）12月に北支那方面軍軍医部長をそれぞれ歴任する。1942年（昭和17年）4月、陸軍軍医中将に昇進し、1944年（昭和19年）3月に南方軍軍医部長に就任した。北支那方面軍所属の時期には北京原人の発掘研究にも関与した。
戦後、東京都杉並区荻窪で開業した。

## 親族
父、椰野直は天保13年に長谷川泰と同じ長岡藩領の同じ年に生まれ、長岡藩藩医・梛野恕秀の養子となり、後に江戸・長崎に遊学し、大坂では緒方洪庵の適塾に入塾している。　維新後は、伯父の小林虎三郎や三島億二郎の知遇を得て、長岡病院（現在の長岡赤十字病院）の院長などを歴任した。
母親は元・東京帝国大学医学部長であり解剖学者の小金井良精の妹の保子。